# گورستان دیمه میل
قبرستان دیمه میل مربوط به اواسط دوره قاجار است و در شهرستان ممسنی، بخش مرکزی، دهستان بکش ۲، روستای دیمه میل واقع شده و این اثر در تاریخ ۳۰ بهمن ۱۳۸۶ با شمارهٔ ثبت ۲۰۸۴۵ به‌عنوان یکی از آثار ملی ایران به ثبت رسیده است.